# NGC 5673
NGC 5673 (другие обозначения — UGC 9347, MCG 8-26-41, ZWG 247.39, ZWG 248.1, PGC 51901) — спиральная галактика с перемычкой (SBc) в созвездии Волопас.
Этот объект входит в число перечисленных в оригинальной редакции «Нового общего каталога».
В галактике вспыхнула сверхновая SN 1996cc типа II. Её пиковая видимая звёздная величина составила 15.